# Les Baigneurs (La Fresnaye)
Pour les articles homonymes, voir Les Baigneurs.
Les Baigneurs est un tableau du peintre français Roger de La Fresnaye réalisé en 1912. Cette huile sur toile cubiste représente plusieurs individus nus assis ainsi qu'un homme torse nu debout profitant du plein air. Elle est conservée à la National Gallery of Art, à Washington, aux États-Unis.